# Šarišská galerie
Šarišská galerie v Prešově patří mezi nejstarší regionální galerie na Slovensku. Byla založena v roce 1956 ve městě bohatém na historii a kulturní tradice. Od začátku se profilovala jako regionální galerie zachycující obraz dějin výtvarného umění v regionu své působnosti od středověku po současnost. Hlavním regionem její akviziční a odborné činnosti byl zejména širší region severovýchodního Slovenska. Galerie v Prešově byla krajskou do roku 1961, v letech 1961–1991 byla Galerií výtvarného umění a od roku 1991 nese název Šarišská galerie. Budova Wécseyho paláce v níž galerie sídlí je národní kulturní památka v rejstříku ÚZPF pod č. 3221/1.

## Sídlo galerie

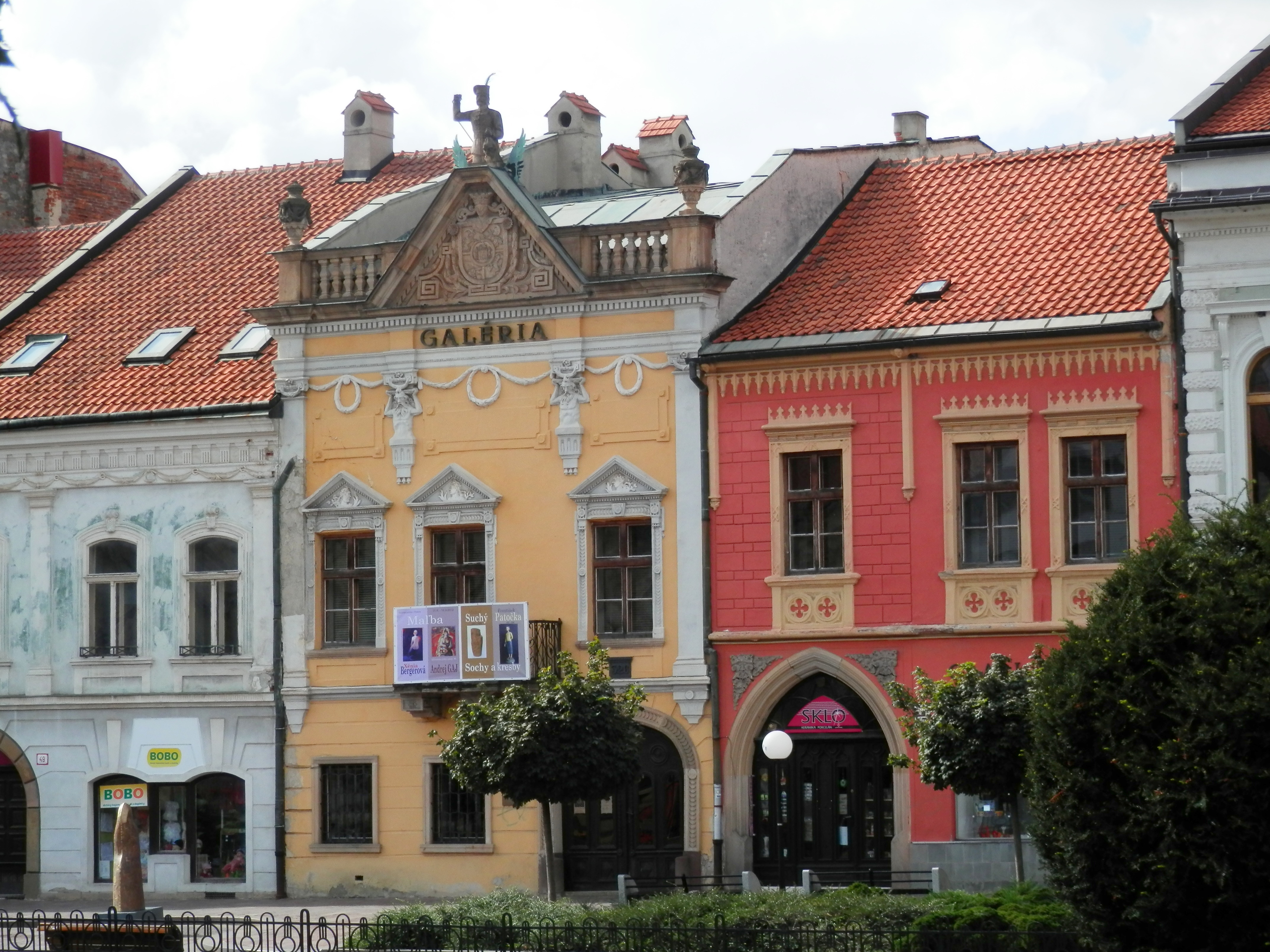
Šarišská galerie a její sídlo ve třech budovách

- V roce 1957, kdy byla otevřena pro veřejnost, sídlila v evangelickém kolegiu jako dočasných prostorech, v nichž byla nakonec až do roku 1981.
- V roce 1981 získala galerie dvě budovy, a to na adresách Hlavná ulice 51 a 53, sousedících vedle sebe. Jedná se o měšťanské domy, které byly upraveny pro potřeby galerie.
- Měšťanský dům na ulici Hlavná 51, známý také jako Wécseyho palác, postavený v gotickém slohu v 2. polovině 15. století s pozdějšími úpravami v renesančním slohu. Má dva trakty, je to dvoupodlažní budova ve tvaru L s trojúhelníkovým štítem na průčelí. Budova má i suterénní prostory, které začala galerie využívat pro výstavy.
- Měšťanský dům na ulici Hlavná 53 vznikl kolem roku 1600[1] v gotickém slohu s následnými renesančními úpravami. Je také dvojtraktová, dvoupodlažní budovou s půdorysem ve tvaru L, nachází se vpravo od Wécseyho paláce při pohledu zepředu. Po vrácení evangelického sboru Evangelické církvi se činnost přenesla pouze do těchto budov. Budova je NKP v ÚZPF pod č. 3223/1[1].
- V 80. letech získala galerie i budovu měšťanského domu na ulici Hlavná 49, v jejímž přízemí až do roku 1991 sídlila prodejna Knihy. Tato budova pochází také z 15. století, je dvoupodlažní a dvojtraktová s půdorysem obdélníku. Přestavěna byla také v renesančním slohu. Je NKP, registrována v ÚZPF pod č. 3219/1[2]. Nachází se na levé straně od Wecseyho paláce, čímž se vytvořil zajímavý celek patřící galerii s palácem ve středu.

## Sbírkový fond

### Ikony 16. - 18. století
Expozice je tvořena ikonami získanými ještě koncem 50. let přes tzv. záchranné akce a přetrvávající díky galerijní předchůdcům, kolegům zakládajícím galerii. Ikony v regionu působení galerie mají nezaměnitelné místo v sakrálním umění a i když je expozice nepočetná, reprezentuje základní typy a vývojové stupně ikonopisné malby Slovenska. Je mezi nimi jedna z nejkrásnějších slovenských ikon - ikona sv. Michala Archanděla (kolem 1560).

### Dřevořezby 15. - 19. století
Základem expozice jsou díla ze sbírky prešovského akad. soch. Dušana Pončáka, kdy dílo Metercia galerie odkoupila z grantu a ostatních 51 děl daroval autor galerii roce 1993. V tomto roce i díky této akvizici získala Galerie Cenu časopisu Pamiatky a múzeá za akvizici roku. V roce 2006 z grantu MK SR získala galerie i druhou část sbírky Dušana Pončáka v počtu 82 děl, čímž vznikla ucelená sestava v počtu 132 děl v hodnotě 6 milionů Sk. V expozici jsou díla Madona s Ježíškem - vznik kolem 1510 z dílny Mistra Pavla z Levoče, Sv. Anna Samotretia (Mettercia) - vznik kolem 1490, díla z období renesance a baroka - Mojžíš, Immaculata, Klečící anděl, Pieta, kolekce krucifixů, soubory plastik sedícího Krista - trpitele, korpusy Krista, kolekce Piet, Madon s dítětem, světic, Kalvárii. Plastickou expozici doplňuje plošná tvořena ikonami ruské provenience.

### Kolekce Jána Rombauera
Je kolekce obrazů významného malíře 1. poloviny 19. století - Jana Rombauera, který působil v první třetině 19. století v Rusku a po návratu se usadil v Prešově, kde i zemřel a je pohřben na městském hřbitově.

### Malířství 18. - 19. stol.
Je tvořeno sbírkou děl malířů tohoto období. Jsou v ní díla:
- Prešovských autorů jako Max Kurth, Teodor Zemplényi, Ján Tahy, Ernest Rákoši, Július Török, Mikuláš Jordán
- Autorů ze Spiše, Košic, Zemplína a Liptova jako Ladislav Medňanský, Teodor Mousson, Július Čordák, Peter Kern a jiní

### Autorské soubory regionálních umělců
Jsou tvořeny díly malířů, sochařů a grafiků regionu vstupujících do výtvarného dění a to:
- Autoři po roce 1945 a později: Juraj Daňo, Andrej Doboš, Andrej Gaj, Štefan Hapák, Július Machaj, František Patočka, Anton Sučka, Ivan Šafranko
- Autoři mladší a střední generace: Slavo Brezina, Michal Čabala, Anna Gajová, Anna Gregorová, Ľubomír Guman, Anna Hausová, Peter Kocák, Dušan Pončák, Ľubomír Purdeš, Dušan Srvátka, Eva Tkáčiková, Martin Zbojan. Kolekce dalších se postupně zakládají

### Umění 20. století
Tvoří jej charakteristické ukázky z tvorby děl:
- Zakládajících osobností moderního slovenského umění: Miloš Alexander Bazovský, Martin Benka, Ľudovít Fulla
- Významných představitelů slovenského i východoslovenského umění 1. poloviny století: Jozef Bendík, Juraj Collinásy, Elemír Halász-Hradil, Fraňo Gibala, Edmund Gwerk, Július Jakoby, Anton Jasusch, Konštantín Kövári, Július Nemčík, Edita Spannerová

Sbírkový fond galerie byl v roce 2013 tvořen celkem 4 264 kusy a to maleb, kreseb, grafik, plastik a užitého umění.